# هیوا سیفی‌زاده
هیوا سیفی‌زاده (زادهٔ ۱۴ آبان ۱۳۷۶) خوانندهٔ موسیقی سنتی ایرانی، نوازنده تنبک و بازیگر تئاتر و آموزگار موسیقی اهل ایران است.

## زندگی هنری

### خوانندگی
هیوا سیفی‌زاده در ۱۴ آبان ۱۳۷۶ در تهران زاده شد. او فراگیری آواز کلاسیک ایرانی را از سال ۱۳۸۹ نزد معصومه مهرعلی آغاز کرد. وی همچنین نوازندگی تنبک را نزد مهدی اصفهانی، تئوری موسیقی ایرانی را نزد ارژنگ سیفی‌زاده و تصنیف‌های موسیقی ایرانی را نزد سارنگ سیفی‌زاده آموخت. وی در سال ۱۳۹۳ در جشنواره موسیقی نوای خرم شرکت کرد و از برگزیدگان این جشنواره بود. این جشنواره به دلیل محدودیت صدای زنان متوقف شد.
هیوا سیفی‌زاده از اعضای گروه رستاک به سرپرستی سیامک سپهری در سال‌های ۱۴۰۰ و ۱۴۰۱ بود و با این گروه در سلیمانیه و اربیل عراق به روی صحنه رفت. وی همچنین با همکاری گروه موسیقی آوای مهربانی در سال ۱۳۹۴ در تالار وحدت به روی صحنه رفت. او با همکاری با گروه موسیقی موج نو با آهنگسازی علی قمصری و رهبری پویا سرایی در سال ۱۳۹۵ در تالار وحدت به اجرا پرداخت هیوا سیفی‌زاده همچنین در جشنواره تیرگان کانادا در سال ۱۴۰۰ شرکت کرد.

### بازیگری
هیوا سیفی‌زاده در سال ۱۴۰۱ وی در نقش بازیگر کنسرت-نمایش در نمایش کافه عاشقی به نویسندگی و کارگردانی سید جلال‌الدین دری و آهنگسازی پیمان خازنی در سالن فرهنگسرای نیاوران و همچنین پردیس تئاتر شهرزاد تهران به روی صحنه رفت و به بازیگری و آوازخوانی پرداخت. آو در همین کسوت در سال ۱۴۰۲ به همکاری با کنسرت-نمایش ناکجاآباد به نویسندگی محمود توسلیان و کارگردانی سپیده صباغ و آهنگسازی پیمان خازنی پرداخت و در سالن تماشاخانه ملک به روی صحنه رفت. البته حضور او در این نمایش تا پایان اجرا ادامه نداشت و یک هفته پس از شروع نمایش، او با انتشار اطلاعیه‌ای در شبکه اجتماعی اینستاگرام خود خبر از قطع همکاری با این نمایش داد و در ادامه شب‌های اجرای نمایش، خواننده دوم زن نمایش، زهره فیروزی، نقش او به عنوان «پریچهر» را اجرا نمود.
هیوا سیفی‌زاده در بهمن ۱۴۰۲ در بیستمین رویداد بین‌المللی صبح خلاق در تهران با موضوع جهانی «برخاستن» به عنوان سخنران رویداد حضور داشت و درباره حرفه و زندگی خود سخنرانی کرد.

## تحصیلات
هیوا سیفی‌زاده دانش‌آموخته رشته مهندسی صنایع است.

## بازداشت
هیوا سیفی‌زاده در ۹ اسفند ۱۴۰۳ در حین اجرای یک کنسرت در مجموعه فرهنگی عمارت روبرو واقع در چهارراه ولیعصر و پس از اجرای یک قطعه و حین اجرای قطعه دوم با ورود مأموران لباس شخصی بازداشت شد. علت بازداشت به گفته مأموران اجرای برنامه بدون مجوز و همچنین حکم دادستانی بود. همچنین مجموعه فرهنگی عمارت روبرو نیز تعطیل شد.

### دلایل بازداشت
رسانه‌های دولتی ادعا کرده‌اند که او به دلیل برگزاری کنسرت بدون مجوز و اجرای تک‌خوانی به عنوان خواننده زن در حضور تماشاگران مرد بازداشت شده است. سیفی‌زاده پیش از این به دلیل اجرای بدون حجاب اجباری در اعتراضات علیه رژیم توجهات زیادی را به خود جلب کرده بود. سیفی‌زاده پیش‌تر در کانال تلگرامی خود قطعاتی را به نشانه همبستگی با مردم افغانستان منتشر کرده بود.
هیوا سیفی‌زاده در ۱۱ اسفند ۱۴۰۳ با قرار وثیقه از بازداشت آزاد شد. نادره رضایی، معاون هنری وزارت فرهنگ و ارشاد اسلامی وقت در این خصوص اعلام کرد: «با توجه به تحولات جامعه و مطالبات هنرمندان، تغییراتی در سیاست‌های فرهنگی در حال بررسی است.»

## فعالیت‌های هنری
| عنوان                                   | سال انتشار | محل                                                |
| --------------------------------------- | ---------- | -------------------------------------------------- |
| برگزیده اولین دوره جشنواره نوای خرم     | ۱۳۹۳       | تالار وحدت                                         |
| اپرت خروس زری پیرهن پری                 | ۱۳۹۳       | تالار وحدت                                         |
| همکاری با گروه موسیقی آوای مهربانی      | ۱۳۹۴       | تالار وحدت                                         |
| اپرت برکه حیوانات                       | ۱۳۹۴       | تالار وحدت                                         |
| دریافت گواهینامه Summit30 از بنیاد عطار | ۱۳۹۵       | کاخ نیاوران                                        |
| همکاری با ارکستر ایرانی پارس            | ۱۳۹۵       | تالار وحدت                                         |
| همکاری با گروه موسیقی موج نو            | ۱۳۹۵       | تالار وحدت                                         |
| حضور در فستیوال تیرگان                  | ۱۴۰۰       | تورنتو کانادا                                      |
| همکاری با گروه موسیقی رستاک             | ۱۴۰۰–۱۴۰۱  | سلیمانیه و اربیل                                   |
| بازیگر-خواننده در نمایش کافه عاشقی      | ۱۴۰۱       | فرهنگسرای نیاوران، پردیس تئاتر شهرزاد              |
| بازیگر-خواننده در نمایش ناکجاآباد       | ۱۴۰۲       | تماشاخانه ملک                                      |
| بازیگر-خواننده در نمایش کوچه عاشقی      | ۱۴۰۳       | کاخ سعدآباد - ایوان عطار                           |
| خواننده - اجرای عمومی در پروژه صدا      | ۱۴۰۳       | عمارت روبرو - شب اول پروژه صدا با عنوان شور ناتمام |